# 데이미언 더프
데이미언 앤서니 더프(Damien Anthony Duff, 1979년 3월 2일 ~ )은 아일랜드의 전 축구 선수이자 현 감독으로 현재 셸본의 감독으로 활동하고 있으며 선수 시절 포지션은 미드필더였다.

## 수상 경력

### 클럽
블랙번 로버스
- 풋볼 리그 컵: 2001-02

첼시
- 프리미어리그: 2004-05, 2005-06
- 풋볼 리그 컵: 2004-05
- 커뮤니티 실드: 2005

### 개인
- PFA 풋볼 리그 1부 올해의 팀: 2000-01
- UEFA 올해의 팀: 2002

## 같이 보기
- A매치 100경기 이상 출전한 축구 선수 명단